# Inside United
Inside United (hay còn gọi là Manchester United từ năm 1992 đến 2000, và United từ năm 2000 đến năm 2006) là tạp chí chính thức của câu lạc bộ bóng đá Manchester United. Tạp chí được phát hành 4 tuần một lần, tức 13 số trong một năm. Tổng biên tập của tạp chí hiện nay là Ian McLeish, người đã đảm nhiệm vị trí này kể từ ấn bản tháng 2 năm 2006, sau khi thương hiệu này được mua bởi Haymarket Network từ công ty Future plc. Tạp chí được viết dưới sự kết hợp của chương trình tổng hợp sau trận đấu - United Review - và trang web của câu lạc bộ - ManUtd.com. 
Inside United hàng tháng có nhận được những bài viết đóng góp của cả cựu huấn luyện viên Manchester United, Alex Ferguson và giám đốc Học viện của câu lạc bộ Brian McClair. Ngoài ra trong tạp chí còn có báo cáo về các trận đấu của câu lạc bộ trong tháng trước đó, cũng như thông tin về các đội dự bị và đội học viện. Đặc biệt tạp chí thường có các cuộc phỏng vấn với những cầu thủ, cả trong quá khứ lẫn hiện tại, hoặc những bài thi về lịch sử của câu lạc bộ.